# Gafarró de les protees
El gafarró de les protees (Crithagra leucoptera) és un ocell de la família dels fringíl·lids (Fringillidae).

## Hàbitat i distribució
Habita zones de matolls a les muntanyes de Sud-àfrica.